# Modriča
Pour les articles homonymes, voir Modrica.
Modriča (en serbe cyrillique Модрича) est une ville et une municipalité de Bosnie-Herzégovine située dans la république serbe de Bosnie. Selon les premiers résultats du recensement bosnien de 2013, la ville intra muros compte 10 137 habitants et la municipalité 27 799.

## Géographie
La ville de Modriča se situe près des villes de Šamac et de Gradačac, à proximité de la route européenne E73. La municipalité est entourée par celles de Brod, Vukosavlje et Odžak au nord, par celle de Doboj à l'est et au sud-est, par celle de Pelagićevo au sud et au sud-est et par celle de Šamac à l'est.

## Histoire
Modriča est mentionnée pour la première fois en 1323.

## Localités

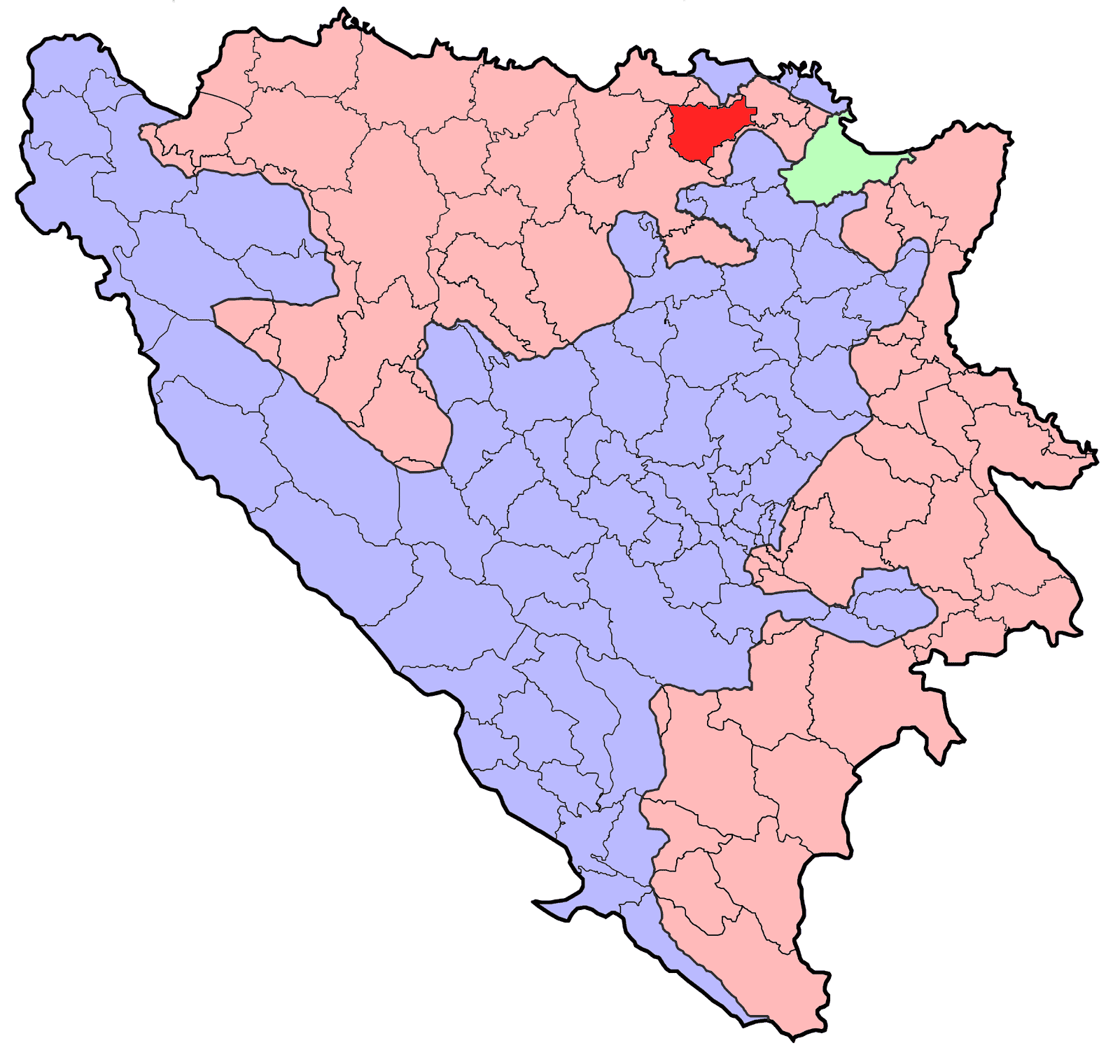
Localisation de la municipalité de Modriča en Bosnie-Herzégovine

La municipalité de Modriča compte 24 localités :
| - Babešnica - Borovo Polje - Botajica - Čardak - Dobra Voda - Dobrinja - Donji Skugrić - Dugo Polje | - Garevac - Gornje Krečane - Jasenica - Kladari Donji - Kladari Gornji - Koprivna - Krčevljani - Kužnjača | - Miloševac - Modriča - Riječani Donji - Riječani Gornji - Skugrić Gornji - Tarevci - Tolisa - Vranjak |

## Démographie

### Villeintra muros

#### Évolution historique de la population dans la villeintra muros
| 1948  | 1953 | 1961  | 1971  | 1981  | 1991   | 2013   |
| ----- | ---- | ----- | ----- | ----- | ------ | ------ |
| 3 072 | -    | 5 032 | 7 324 | 9 630 | 10 454 | 10 137 |

|  |

### Municipalité

#### Évolution historique de la population dans la municipalité
| 1971   | 1981   | 1991   | 2013   |
| ------ | ------ | ------ | ------ |
| 31 622 | 32 871 | 35 613 | 27 799 |

#### Répartition de la population par nationalités dans la municipalité (1991)
En 1991, sur un total de 35 613 habitants, la population se répartissait de la manière suivante :

## Politique
À la suite des élections locales de 2012, les 27 sièges de l'assemblée municipale se répartissaient de la manière suivante :
| Parti                                                        | Sièges |
| ------------------------------------------------------------ | ------ |
| Alliance des sociaux-démocrates indépendants (SNSD)          | 9      |
| Parti démocratique serbe (SDS)                               | 7      |
| Alliance démocratique nationale (DNS)                        | 3      |
| Parti du progrès démocratique (PDP)                          | 2      |
| Parti socialiste (SP)                                        | 2      |
| Parti démocratique (DP)                                      | 1      |
| Union démocratique croate de Bosnie et Herzégovine (HDZ BiH) | 1      |
| Parti social-démocrate (SDP BiH)                             | 1      |
| Minorités nationales                                         | 1      |

Mladen Krekić, membre de l'Alliance des sociaux-démocrates indépendants (SNSD), a été élu maire de la municipalité.

## Sport
- L'équipe de football, FK Modriča, participe au Championnat de Bosnie-Herzégovine de football.
- Le club de volleyball de la ville s'appelle le Modriča Optima.

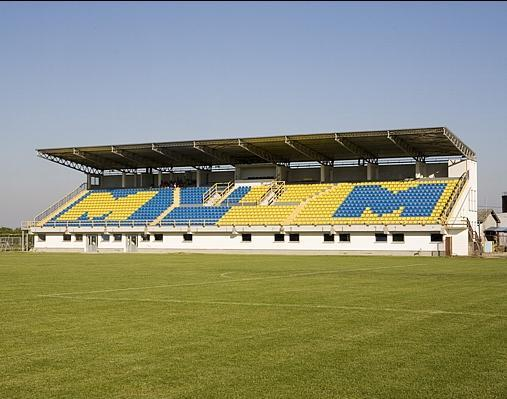
Le stade de Modriča

## Économie
Modriča possède une raffinerie de pétrole. Elle correspondont à la norme ISO 9001. La raffinerie est actuellement détenue par des Russes.

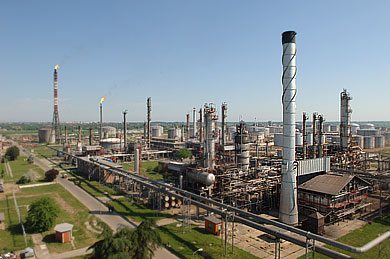
La raffinerie de pétrole de Modriča

## Tourisme

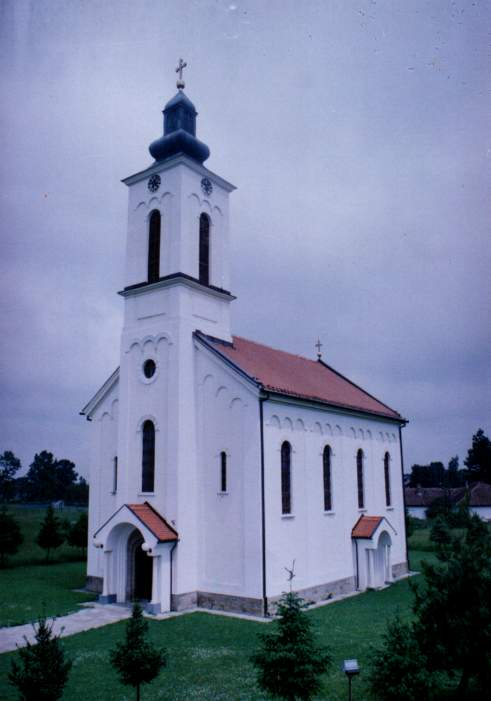
L'église Saint-Nicolas de Miloševac, 1906

## Personnalités
- Velibor Čolić (né en 1964), écrivain
- Milan Jelić (1956-2007), économiste, président de la république serbe de Bosnie
- Avdo Karabegović (1878-1908), poète
- Nada Topčagić (née en 1953), chanteuse
- Nikola Nikić (né en 1956), footballeur
- Stanko Blagojević, médecin, député à la première Assemblée nationale de la République serbe de Bosnie